# Jorge Camacho
Jorge Camacho Cordón (Zafra, 18 novembre 1966) è uno scrittore ed esperantista spagnolo. Scrive in lingua spagnola ed esperanto, lingua che imparò nel 1980.

## Biografia
È stato un membro dell'Accademia di esperanto (Akademio de Esperanto) dal 1992 fino al 2001. Oltre la sua attività di scrittore, dal 1995 lavora a Bruxelles come interprete per l'Unione europea dall'inglese e finlandese allo spagnolo. Dall'inizio degli anni '80 fino a metà degli anni '90 usò anche lo pseudonimo Georgo Kamaĉo, ovvero l'esperantizzazione del suo nome.
Camacho fu eletto all'Accademia di esperanto nel 1992, ma nell'agosto 2001 annunciò le sue dimissioni dovute alla delusione del movimento esperantista. Comunque rimase attivo nell'esperanto e continua a passare in rassegna opere letterarie.

## Opere
Camacho divenne famoso per le sue poesie e i brevi racconti degli ultimi anni '80, per i quali ricevette vari premi nel Belartaj Konkursoj de UEA. Vinse il Premio Grabowski nel 1992.
Inoltre era considerato nei primi anni '90 come appartenente alla cosiddetta "Scuola Iberica" (Ibera Skolo) di scrittori esperantisti assieme ad altri tre abitanti della Penisola Iberica.
Negli anni '90, Camacho iniziò ad opporsi pubblicamente a Giorgio Silfer per la sua interpretazione del punto di vista "raumista". Scrisse La Majstro kaj Martinelli ("Il Maestro e Martinelli"), una satira pungente su Silfer (ispirato da una novella dal nome simile di Michail Afanas'evič Bulgakov), e criticò la sua ideologia in La liturgio de la foiro ("La liturgia della fiera").

### In esperanto

#### Traduzioni
- Poesie di Á. González, in Astura Bukedo, 1987
- Letero el Palestino ("Lettera dalla Palestina" saggio politico di S. Alba, 1990)

#### Poesia
- Ibere libere ("Ibericamente liberamente", con Miguel Fernández, Gonçalo Neves e Liven Dek, pseudonimo di Miguel Gutiérrez, 1993)
- Celakantoj ("Canti finali"; poesie scritte in esperanto, 1989-1995, 2004)
- Saturno ("Saturno"; raccolta bilingue di poesie scritte in Spagnolo ed esperanto, 1995-2004, 2004)
- Eklipsas ("Eclissa, c'è un'eclissi"; raccolta di poesie scritte principalmente in esperanto, 2004-2006, con traduzione in spagnolo, 2007)

#### Novelle e romanzi
- Pandemonio (racconti, con altri autori, 1990)
- Sur la linio ("Sulla linea", nove racconti originali, 1991)
- Ekstremoj ("Estremità", con Fernández, Neves, e Liven Dek, 1997)
- La ĉapo de la sterko-vermo ("Il capo dei vermi dello sterco" traduzione dell'autore, 1995)
- La Majstro kaj Martinelli ("Il Maestro e Martinelli" novella satirica, 1993)
- Contribuì a Sferoj 10 (Sfere 10; anno 2000) e Mondoj 2001 (Mondi 2001; anno 2001).

### In spagnolo

#### Poesia
- Palestina estrangulada (2018)[1][2]
- Quemadura (2020)[3]

### Lavori editoriali
Jorge Camacho fu l'editore in capo dell'almanacco di letteratura Beletra Almanako, sino a dicembre 2014. Da allora non fa parte della redazione.